# Krisnan Inu
Pour les articles homonymes, voir Inu.

a Compétitions nationales et continentales officielles uniquement.

b Matchs officiels uniquement.
Krisnan Inu, né le 17 mars 1987 à Auckland (Nouvelle-Zélande), est un joueur de rugby à XIII et de rugby à XV. Il joue aux postes de centre ou  d'ailier à XIII, et d'arrière ou ailier à XV. Il représente l'équipe de Nouvelle-Zélande à XIII entre 2007 et 2013, remportant au passage la Coupe du monde 2008, puis joue une rencontre avec les Samoa en 2014.

## Palmarès

### Rugby à XIII
- Vainqueur de la Coupe du monde en 2008.
- Finaliste de National Rugby League en 2009 avec les Parramatta Eels, en 2011 avec les New Zealand Warriors, en 2012 avec les Canterbury Bulldogs.
- Finaliste de la Super League en 2019 avec les Salford Red Devils.
- Finaliste de la Challenge Cup en 2020 avec les Salford Red Devils.
- Vainqueur de la Coupe de 1895 en 2022 avec les Leigh Centurions.

### Rugby à XV
- Vainqueur du Championnat de France en 2015 avec le Stade français.